# Dorothy Shirley

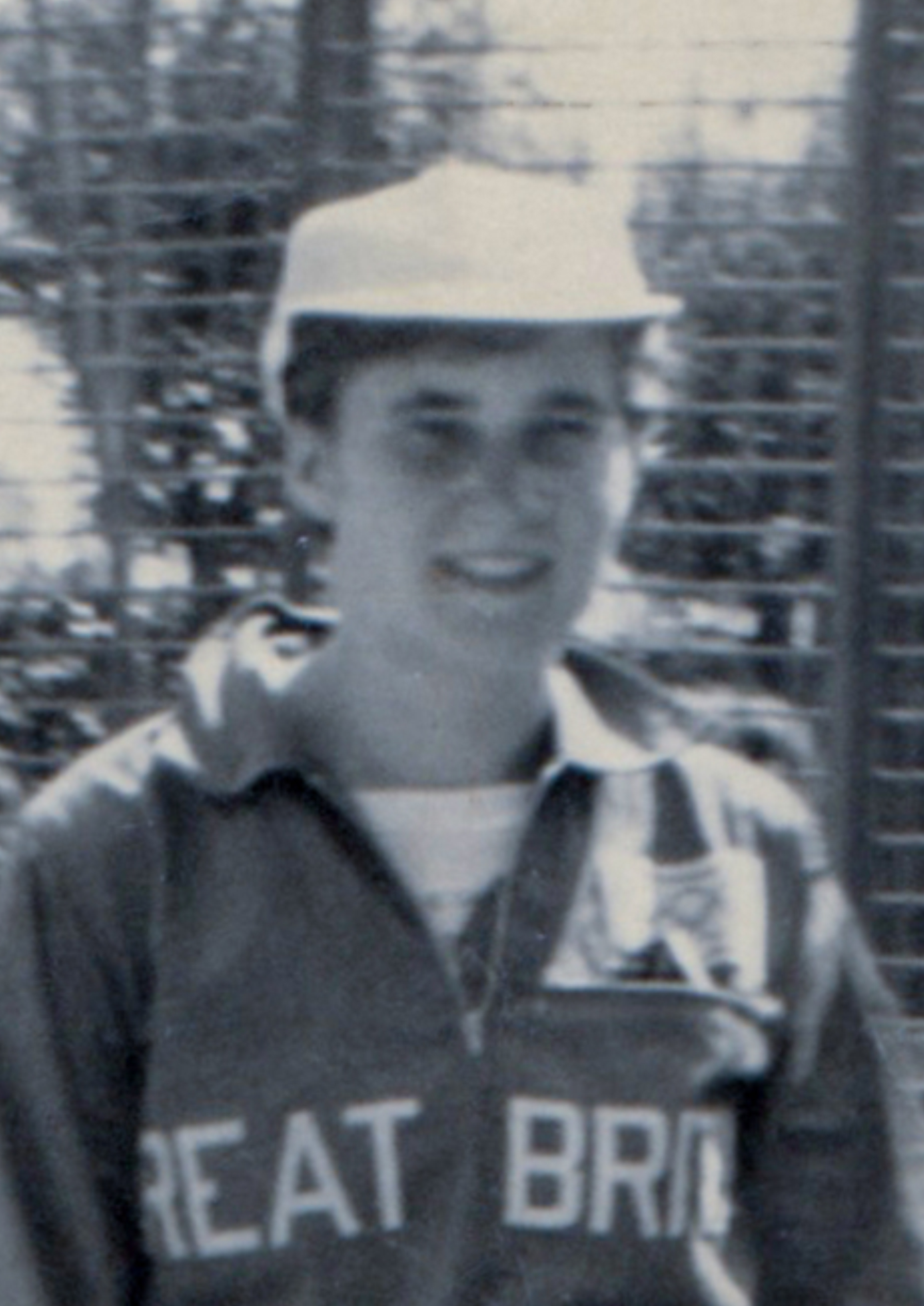
Dorothy Shirley (1960)

Dorothy Shirley (Dorothy Ada Shirley, verheiratete Emerson; * 15. Mai 1939 in Manchester) ist eine ehemalige  britische Hochspringerin und olympische Medaillengewinnerin.
Mit 19 Jahren trat sie im Juli 1958 für England startend bei den British Empire and Commonwealth Games in Cardiff an. Sie übersprang 1,65 Meter und wurde Vierte hinter zwei Australierinnen und einer Neuseeländerin. Einen Monat später, bei den Europameisterschaften 1958 in Stockholm, übersprang sie 1,67 Meter. Damit gewann sie Bronze hinter der Rumänin Iolanda Balaș und der für die Sowjetunion antretenden Taissija Tschentschik.
Bei den Olympischen Spielen 1960 in Rom sprangen drei Athletinnen im ersten Versuch über 1,71 Meter. Dorothy Shirley und die Polin Jarosława Jóźwiakowska gewannen mit dieser Höhe Silber hinter Iolanda Balaș, die mit 1,85 Meter und vierzehn Zentimetern Vorsprung Gold gewann.
Im September 1962 fanden die Europameisterschaften in Belgrad statt. Mit 1,67 Meter hatte Dorothy Shirley als Viertplatzierte sechs Zentimeter Rückstand auf ihre Landsmännin Linda Knowles, die Bronze gewann. Ende November bei den British Empire and Commonwealth Games in Perth belegte Shirley mit 1,68 Meter den siebten Platz.
Am 8. August 1966 gewann Shirley mit 1,70 Meter bei den British Empire and Commonwealth Games in Kingston Silber hinter der Australierin Michele Brown. Knapp vier Wochen später wurde sie bei den Europameisterschaften 1966 in Budapest mit 1,65 Meter Achte.
Nachdem sie bei den Olympischen Spielen 1968 in Mexiko-Stadt in der Qualifikation ausgeschieden war, belegte sie bei den Europameisterschaften 1969 in Athen mit ihrer persönlichen Bestleistung von 1,74 Meter noch einmal den elften Platz. Ihren letzten großen internationalen Wettkampf zeigte sie bei den British Commonwealth Games in Edinburgh; mit 1,62 Meter wurde die Engländerin noch einmal Sechste.
Dorothy Shirley ist 1,64 m groß und wog zu Wettkampfzeiten 56 kg. Sie startete für den Salford Harriers and Athletics Club und für die Spartan Ladies.